# Schizopera consimilis
Schizopera consimilis is een eenoogkreeftjessoort uit de familie van de Miraciidae. De wetenschappelijke naam van de soort werd in 1909 voor het eerst geldig gepubliceerd door Georg Ossian Sars.